# جون غلين (لاعب كرة قاعدة)
جون غلين (بالإنجليزية: John Glenn)‏ هو لاعب كرة قاعدة أمريكي، ولد في 10 يوليو 1928 في مولتري في الولايات المتحدة.

## وصلات خارجية
- جون غلين على موقعبيزبول رفرنس.كوم (الدوري الرئيسي) (الإنجليزية)
- جون غلين على موقعبيزبول رفرنس.كوم (الدوري الثانوي) (الإنجليزية)